# 華視新聞廣場
《華視新聞廣場》是中華電視公司的政論節目，有分數個版本，已播出三次。

## 歷史

### 第一代

李濤主持《華視新聞廣場》第一集

第一代的《華視新聞廣場》是台灣電視史上最早的call-in節目及最早的政論節目之一，第一任主持人為李濤，故此本稱為「李濤新聞廣場」，後因李濤或需被代理，而改稱本名，當時播出時間為每週日上午十一時至十二時。前華視新聞主播崔慈芬、胡一虎亦曾擔任過該節目主持人。由於華視為中華民國政府持有股份較多的無線電視台，華視高層人事隨之更替，《華視新聞廣場》的節目立場也隨之有不同的立場。藝人江霞出任華視總經理後不久，立場逐漸偏向當時的執政的民進黨陳水扁政府，中間曾以《台灣會贏 一周最紅》名義播出，並邀請知名主持人周玉蔻、楊憲宏主持，節目播出時間也增加到每週六、週日上午十時至十二時。不久後又改回原名，此時主持人有政治評論員黃光芹、凌子楚、陳立宏、余莓莓等人。
2006年4月，當時新上任的華視總經理小野為確保華視公共化後中立立場、避免沾染政黨色彩，決定將《華視新聞廣場》連同華視其他政論節目停播；2006年4月11日傍晚，華視正式通知《華視新聞廣場》與華視另一個政論節目《五點現場》合計四位主持人陳立宏、簡余晏、余莓莓及凌子楚，提前解除主持合約。

### 第二代
2014年8月1日華視新聞總監劉俊麟上任後，表示將製播最新政論節目，標榜「最基層的聲音值得最高規格的對待」，邀請民眾參加錄影並共同和來賓討論，《華視新聞廣場》重出江湖。此次《華視新聞廣場》由前年代新聞台主播曹世杰及作家楊月娥擔任主持人，10月13日~17日先以《華視新聞全民廣場》名義於22:00現場播出一小時；10月20日起，每週一至週五22:00~23:30正式首播。
2015年3月9日，楊月娥請辭，改由蔡尚樺擔任《華視新聞廣場》女主持人。5月4日，《華視新聞廣場》縮短為一小時播出，男主持人改由蘇逸洪擔任。9月7日，《華視新聞廣場》縮短為週一至週四播出。
2017年1月16日，蔡尚樺請辭，《華視新聞廣場》改由蘇逸洪單獨主持。4月12日，因應華視節目調整，《華視新聞廣場》於4月11日播畢後正式停播。

## 名場面、事件

### 第一代時期
- 1987年12月3日，台塑集團總裁王永慶與宜蘭縣縣長陳定南，就六輕廠區是否該設在宜蘭縣內的議題，於該節目進行辯論。

### 第二代時期
- 2015年1月6日，名主持人周玉蔻與前中華民國總統府副秘書長羅智強在該節目同臺。羅智強對周玉蔻提出九問，反質疑周為台新金控的門神；而周則提出了羅智強任總統府副秘書長時自稱代表馬總統至頂新國際集團魏家公開致詞的錄音，並堅稱馬總統說謊；對此，羅智強答稱是客套話，但如果周玉蔻非要上綱上線到說話，那為什麼就一定是認定馬總統說謊，「就算我說謊，算我『招搖撞騙』好了」[6][7]。
- 2015年2月4日，由於當天發生復興航空235號班機空難，該節目改播特別報導追蹤後續發展，被質疑干擾救援進度，華視表示：「救災現場連線第一手報導官方救災訊息，讓民眾即時瞭解救災實況，家屬也能立即得知。」[8]

## 關聯條目
- 華視新聞雜誌

## 外部連結
- 華視影音頻道：華視新聞廣場 （页面存档备份，存于）
- YouTube上的【完整版】華視新聞廣場播放列表－中華電視公司

| 臺灣 華視主頻、華視新聞資訊台 每週一至週五 22:00 · 2015年9月7日起，縮短為週一至週四播出 | 臺灣 華視主頻、華視新聞資訊台 每週一至週五 22:00 · 2015年9月7日起，縮短為週一至週四播出            | 臺灣 華視主頻、華視新聞資訊台 每週一至週五 22:00 · 2015年9月7日起，縮短為週一至週四播出 |
| --------------------------------------------------------------------------------------- | -------------------------------------------------------------------------------------------------- | --------------------------------------------------------------------------------------- |
|                                                                                         | 華視新聞全民廣場 （2014年10月13日－2014年10月17日） 華視新聞廣場 （2014年10月20日－2017年4月11日） |                                                                                         |
| —                                                                                       | —                                                                                                  |                                                                                         |